# 658 Wschodni Batalion
658 Wschodni Batalion (niem. Ost Bataillon 658, est. 658 Idapataljon), zwany też 658 Estońskim Batalionem Ochotniczym – oddział wojskowy Wehrmachtu złożony z Estończyków podczas II wojny światowej.

## Historia
Został sformowany 23 października 1942 na bazie Estnische Sicherungs-Abteilung 181. Składał się z czterech kompanii. Na jego czele stanął mjr Alfons Rebane. Był podporządkowany niemieckiej 18 Armii. Działał w okupowanych północnych obszarach ZSRR. Prowadził operacje karne i antypartyzanckie w rejonie miejscowości Kingisepp w rejonie Leningradu.
Od jesieni 1943 walczył na froncie z Armią Czerwoną nad Jeziorem Ładoga. W lutym 1944 batalion przeniesiono w rejon Narwy, gdzie przydzielono go niemieckiemu XXVI Korpusowi Armijnemu. Za zasługi w walkach mjr A. Rebane jako pierwszy z Estończyków został odznaczony Krzyżem Rycerskim Żelaznego Krzyża. W czerwcu tego roku oddział został rozwiązany, zaś Estończycy zasilili SS Freiwillige Grenadier Regiment 47 20 Dywizji Grenadierów SS.